# Nikola & Fattiglapparna
Nikola & Fattiglapparna is het derde studioalbum van Nikola Šarčević, de zanger van de Zweedse punkband Millencolin. Het is uitgebracht op 3 maart 2010 door Stalemate Music, waarmee het tevens zijn eerste uitgave via dit label is. Het album wordt in het Zweeds gezongen.

## Nummers
1. "Bocka Av"
2. "Mitt Örebro"
3. "Tro"
4. "Sämre Lögnare"
5. "Tappa Tempo"
6. "På Väg"
7. "Kommunicera"
8. "Det mesta talar nog för att vi kommer skiljas"
9. "Hemstad"
10. "Upp på Tybble Torg"
11. "Utan Dig"